# Juíza Anderson
A Juíza Cassandra Anderson é uma executora da lei fictícia e psíquica que aparece nos quadrinhos de ficção científica britânicos 2000 AD e na Judge Dredd Megazine. Criada pelo escritor John Wagner e pelo artista Brian Bolland, Anderson fez sua estreia como personagem coadjuvante na história do Juiz Dredd "Judge Death" (2000 AD nº 150, fevereiro de 1980). A popularidade da personagem com os leitores a levou a estrelar sua própria série, Anderson: Psi-Division, que (desde 1988) foi escrita quase exclusivamente por Alan Grant, muitas vezes trabalhando com o artista Arthur Ranson até 2005. Boo Cook desenhou a maioria das histórias até 2012, desde então vários artistas diferentes trabalharam na tira. Em 2012, a personagem apareceu no filme Dredd, interpretada por Olivia Thirlby.

## Histórico de publicação
John Wagner criou o Juiz Death e a Juíza Anderson para a história do Juiz Dredd, "Judge Death", o último ajudando a introduzir os Psi-Judges (juízes-psíquicos), que eram vistos como uma progressão natural. O artista Brian Bolland baseou a personagem na cantora Debbie Harry. Conforme mencionado em um entrevista de 1980, Brian afirma que Cassandra foi apresentada muito cedo no universo do Juiz Dredd e, como havia a possibilidade dos personagens serem mortos no decorrer das histórias, ele baseou deliberadamente o visual de Anderson em Debbie Harry; de modo que qualquer artista que o seguisse tivesse uma riqueza de material de referência fotográfica se ela fosse usada novamente. Outra influência foi a cantora de rock Marianne Faithfull. O ex-editor da revista 2000 AD, Kelvin Gosnell, contou que a editora-assistente de quadrinhos, Deirdre Vine, também foi uma inspiração para o personagem, tendo sido fotografada sorrateiramente no escritório e a foto dada a Bolland, o qual foi instruído com "Faça Anderson parecer assim".
Pouco depois, Alan Grant começou a co-escrever o Juiz Dredd com Wagner. Quando Anderson conseguiu sua própria série, Wagner e Grant também foram co-autores dessas histórias. Essa colaboração durou até 1988, quando suas diferenças de opinião sobre como desenvolver o personagem de Dredd chegaram ao auge durante o planejamento do último episódio da história do Juiz Dredd "Oz". Depois disso, Grant escreveu as histórias de Anderson sozinho, enquanto Wagner escreveu as de Dredd.
Grant disse mais tarde: "Muito de Anderson conta entre o que considero meu melhor trabalho. O fato de eu ter um dos melhores contadores de histórias do ramo, Arthur Ranson, comigo durante a maior parte do passeio, torna-a ainda mais memorável para mim."

## Biografia de personagem fictício

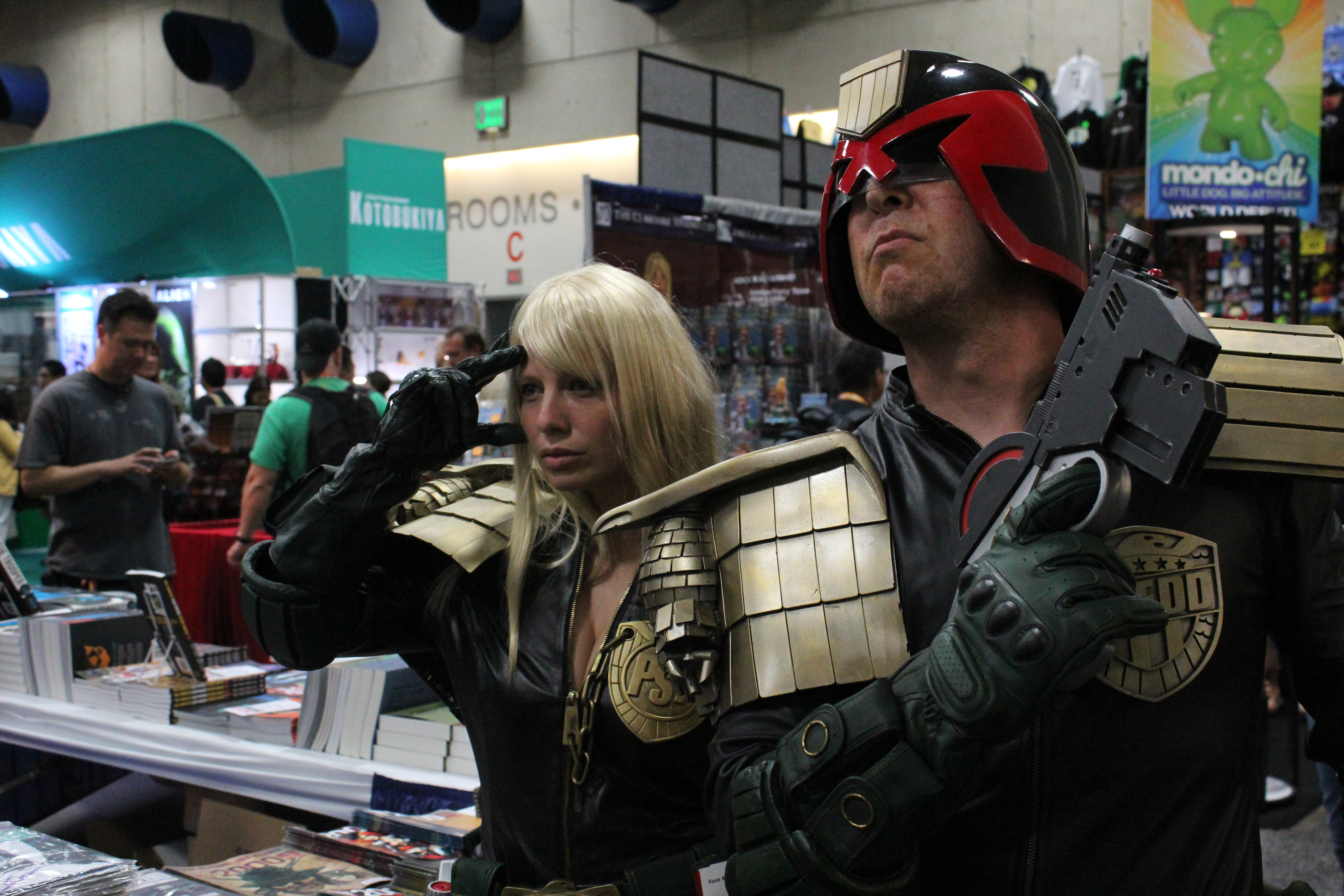
Cosplayers dos juízes Anderson e Dredd na San Diego Comic-Con de 2012.

Como a mítica Cassandra (a irmã de Páris de Tróia), a Juíza Anderson (n. 2080) tem poderes psíquicos, principalmente telepatia e premonição. Essas habilidades a tornaram um membro da Psi Division (Divisão Psíquica) de Juízes de Mega-City One.
O personagem estreia durante o primeiro ataque do Juiz Death dos Juízes das Trevas (um grupo de juízes mortos-vivos niilistas). Durante esse encontro, Anderson é possuída pelo Juiz Death, mas o frustra ao se enterrar em Boing®, um material resistente, mas poroso. Isso dura até que os Juízes das Trevas a libertem para libertar o Juiz Death, após o que Anderson retorna ao serviço ativo. Ela é fundamental para impedir este primeiro ataque dos Juízes das Trevas, assim como vários outros. Por ser possuída e manipulada por eles, Anderson desenvolve um ódio pessoal pelos Juízes das Trevas.
Anderson é proeminente em sua divisão e ganha o respeito de Dredd. Ao contrário de Dredd, ela é uma crítica das fraquezas do sistema judicial de Mega-City One, tem senso de humor, faz amizades pessoais com outros juízes e se permite dúvidas e remorso. No entanto, ela ainda é capaz e disposta como qualquer juiz de usar força extrema ou letal contra qualquer pessoa, homens, mulheres ou crianças quando necessário. Como sua determinação é semelhante à de Dredd, os dois cooperam efetivamente em várias missões.
Na história "Engram", Anderson recupera as memórias de um pai abusivo e fica chocada ao saber que sua Divisão foi a responsável por bloqueá-las de sua mente em primeiro lugar. Isso, junto com os eventos de "Leviathan's Farewell" (sobre o suicídio de seu amigo, o Juiz Corey), "Shamballa", "The Jesus Syndrome" e "Childhood's End", leva Anderson a renunciar ao sistema judicial. Depois de várias aventuras no espaço sideral, ela retorna à Mega-City One. Dredd e Anderson são considerados veteranos e admirados por juízes menos experientes.
Mais tarde, após um confronto mortal com o Juiz Death, Anderson entra em coma e é infectada com o vírus psíquico Half-Life. Uma equipe de Psi-Judges conseguiu resgatar Anderson, mas o Half-Life passa para o Juiz Gistane, que é então torturado pelo louco Juiz Fauster. Quando Half-Life é lançado na cidade, causando uma onda de assassinatos em massa, Anderson o impede. Desde que acordou do coma, Anderson tem agora 60 anos (em 2018). Ser uma Psi a impede de usar medicamentos e tratamentos que os juízes de rua usam para se manterem ativos apesar do envelhecimento. Por causa disso, Anderson espera envelhecer além da utilidade.

## Versões alternativas em quadrinhos
- Em 1994, a DC Comics começou a publicar o título de curta duração Judge Dredd – Legends of the Law, que apresentava sua própria versão de Dredd.[13] As edições 1–4 apresentavam Anderson como cadete em uma história chamada "The Organ Donors" (1994–1995), escrita por John Wagner e Alan Grant e ilustrada por Brent Anderson e Jimmy Palmiotti. (Observe que Anderson nas histórias cruzadas do Juiz Dredd e Batman é a versão original de 2000 AD da personagem.)
- Em 2012, a edição nº 2 do novo título do Juiz Dredd da IDW Publishing incluiu Anderson. A IDW deu a Anderson seu próprio quadrinho em 2014.
- Em 2016 a Judge Dredd Megazine publicou histórias baseadas na versão de Anderson que havia aparecido no filme Dredd de 2012, nas edições 377 a 379. "The Deep End" foi escrito por Alec Worley, com arte de Paul Davidson. "Judgment Call" foi escrita por Worley, com arte de Lee Carter.

## Literatura

A Juíza Anderson utilizando os seus poderes psíquicos.

As histórias a seguir apresentam a Juíza Anderson e foram impressas na 2000 AD e na Judge Dredd Megazine.

### Anderson como personagem principal
- Judge Dredd:
  - “Judge Death", escrito por John Wagner, arte de Brian Bolland, em 2000 AD nº 149–151 (1980)
  - “Judge Death Lives", escrito por John Wagner e Alan Grant, arte de Brian Bolland, em 2000 AD nº 224–228 (1981)
- Judge Anderson:
  - “The Haunting", escrito por Alan Grant, arte de Kim Raymond, 2000 AD Annual 1984 (1983)
- Judge Dredd:
  - “City of the Damned", escrito por John Wagner e Alan Grant, arte de Steve Dillon (episódios 1, 5–7, 12–13), Ron Smith (2–3, 10, 14), Kim Raymond (4, 11) e Ian Gibson (8–9), em 2000 AD nº 393–406 (1984)
- Judge Anderson:
  - “The Mind of Edward Bottlebum", escrito por John Wagner e Alan Grant, arte de Ian Gibson, Judge Dredd Annual 1985 (1984)
- Anderson: Psi Division
  - “Revenge” (também conhecido em reimpressões como “Four Dark Judges”), escrito por Alan Grant e John Wagner, arte de Brett Ewins (episódios 1–7), Cliff Robinson (8–10, 12) e Robin Smith (11), em 2000 AD nº 416–427 (1985)
  - “A Fistful of Denimite", escrito por Alan Grant, arte de Ian Gibson, em Judge Dredd Annual 1986 (1985)
  - “The Possessed", escrito por Alan Grant (como R. Clark), arte de Brett Ewins, em 2000 AD nº 468–478 (1986)
  - “Golem", escrito por Alan Grant, arte de Enric Romero, em 2000 AD Annual 1987 (1986)
  - “Hour of the Wolf", escrito por Alan Grant, arte de Barry Kitson e Will Simpson, em 2000 AD #520–531 (1987)
  - “Dear Diary", história de texto ilustrado por Peter Milligan, arte de Eddy Cant, em 2000 AD Annual 1988 (1987)
  - “A Soldier's Tale", escrito por Alan Grant, arte de Mike Collins, em Judge Dredd Annual 1988 (1987)
- Judge Dredd:
  - "The Undercity", escrito por John Wagner e Alan Grant, arte de Ian Gibson, no Daily Star de 5 de maio de 1988 – 3 de agosto de 1988
- Judge Corey:
  - “Leviathan's Farewell", escrito por Alan Grant, arte de Mick Austin, em 2000 AD Sci–Fi Special 1988 (1988)
- Anderson: Psi Division:
  - “Colin Wilson Block", escrito por Alan Grant, arte de Ian Gibson, em 2000 AD Winter Special 1988 (1988)
- Judge Dredd:
  - "The Monster Maker", escrito por John Wagner e Alan Grant, arte de Mike Collins, no Daily Star de 31 de outubro de 1988 – 30 de janeiro de 1989
- Anderson: Psi Division:
  - “Contact", escrito por Alan Grant, arte de Mark Farmer, em 2000 AD nº 607–609 (1988–1989)
  - “Beyond the Void", escrito por Alan Grant, arte de Mick Austin, em 2000 AD nº 612–613 (1989)
  - “Helios", escrito por Alan Grant, arte de David Roach, em 2000 AD nº 614–622 (1989)
  - “Triad", escrito por Alan Grant, arte de Arthur Ranson, in 2000 AD nº 635–644 (1989)
  - “The Prophet", escrito por Alan Grant, arte de David Roach, em 2000 AD nº 645–647 (1989)
  - “The Random Man", escrito por Alan Grant, arte de Carlos Ezquerra, em 2000 AD nº 657–659 (1989)
  - “Confessions of a She–Devil", escrito por Alan Grant, arte de Mick Austin, em2000 AD Annual 1990 (1989)
  - “The Screaming Skull", escrito por Alan Grant, arte de David Roach, em 2000 AD nº 669–670 (1990)
  - “Shamballa", escrito por Alan Grant, arte de Arthur Ranson, em 2000 AD nº 700–711 (1990) (cronologicamente antes de "Judge Dredd: Necropolis" nos nº 674–699)
  - “Exorcise Duty", história de texto ilustrado por Andy Lanning/Dan Abnett, arte de Anthony Williams (lápis) e Andy Lanning (tinta), em Judge Dredd Annual 1991 (1990)
  - “Engram", escrito por Alan Grant, arte e co–narrativa por David Roach, em 2000 AD nº 712–717 e nº 758–763 (1991)
- Batman / Judge Dredd:
  - "Judgement on Gotham", escrito por John Wagner e Alan Grant, arte de Simon Bisley, romance gráfico (ISBN 1-56389-022-4) (1991)
- Anderson: Psi Division:
  - “The Most Dangerous Game", história de texto ilustrado por Mark Millar, arte de Dermot Power, em Judge Dredd Yearbook 1992 (1991)
  - “Blythe Spirit", escrito por Alan Grant, arte de David Roach, no Judge Dredd Megazine (volume 2) nº 8 (1992)
  - “Reasons to Be Cheerful", escrito por Alan Grant, arte de Arthur Ranson (episódio 1) e Siku (episódio 2), em Judge Dredd Megazine (vol. 2) nº 10–11 (1992)
  - “The Witch? Report", escrito por Alan Grant, arte de Arthur Ranson, em Judge Dredd Megazine (vol. 2) nº 14 (1992)
  - “Baby Talk,” escrito por Alan Grant e Tony Luke, arte de Russel Fox, em Judge Dredd Mega Special nº 5 (1992)
  - “George", escrito por Alan Grant, arte de Russell Fox, em Judge Dredd Yearbook 1993 (1992)
  - “The Jesus Syndrome", escrito por Alan Grant, arte de Arthur Ranson, em Judge Dredd Megazine (vol. 2) nº 22–24 (1993)
  - “Childhood's End", escrito por Alan Grant, arte de Kev Walker, em Judge Dredd Megazine (vol. 2) nº 27–34 (1993)
- Anderson: Psi:
  - “Voyage of the Seeker", escrito por Alan Grant, arte de Mark Wilkinson, no verso do pôster, brinde com Judge Dredd Megazine (vol. 2) nº 37 (1993)
  - “Postcards from the Edge", escrito por Alan Grant, arte de Steve Sampson (episódios 1, 10–11), Tony Luke (2, 8), Charles Gillespie (3, 9), Arthur Ranson (4), Xuasus (5–7), em Judge Dredd Megazine (vol. 2) nº 50–60 (1994)
  - “Postcard to Myself", escrito por Alan Grant, arte de Steve Sampson, em Judge Dredd Megazine (vol. 2) nº 73 (1995)
- Anderson: Psi Division:
  - “Something Wicked", escrito por Alan Grant, art by Steve Sampson (episodes 1–3) e Charles Gillespie (4–7), em Judge Dredd Megazine (vol. 2) nº 74–80 (1995)
  - “Satan", escrito por Alan Grant, arte de Arthur Ranson, em Judge Dredd Megazine (vol. 3) nº 1–7 (1995)
  - “The Protest", escrito por Alan Grant, arte de Arthur Ranson, em Judge Dredd Megazine (vol. 3) nº 14 (1996)
  - “Wonderwall", escrito por Alan Grant, arte de Steve Sampson, em 2000 AD nº 1045–1049 (1997)
  - “Crusade", escrito por Alan Grant, arte de Steve Sampson, em 2000 AD nº 1050–1061 (1997)
  - “Danse Macabre", escrito por Alan Grant, arte de Angel Unzueta, em 2000 AD nº 1076 (1998)
  - “Witch", escrito por Alan Grant, art by Steve Sampson, in 2000 AD #1087–1089 (1998)
  - “The Great Debate", written by Alan Grant, art by Steve Sampson, in 2000 AD #1090 (1998)
  - “Lawless", written by Alan Grant, arte de Trevor Hairsine, em 2000 AD nº 1102–1103 (1998)
- Batman / Judge Dredd:
  - Die Laughing, escrito por John Wagner e Alan Grant, arte de Glenn Fabry (edição nº 1) e Jim Murray (edição nº 2), minissérie em duas partes (1998)
- Anderson: Psi Division:
  - “Horror Story", escrito por Alan Grant, arte de Steve Sampson, em 2000 AD nº 1132–1137 (1999)
  - “Semper Vi", escrito por Alan Grant, arte de Steve Sampson, em 2000 AD nº 1140 (1999)
  - “R*Evolution", escrito por Alan Grant, arte de Arthur Ranson, em 2000 AD nº 1263–1272 (2001)
- Judge Death:
  - “My Name is Death", escrito por John Wagner, arte de Frazer Irving, em 2000 AD nº 1289–1294 (2002)
- Anderson: Psi Division:
  - “Half–Life", escrito por Alan Grant e Tony Luke, arte de Arthur Ranson, em Judge Dredd Megazine nº 214–217 (2003)
  - “WMD,” escrito por Alan Grant, arte de Arthur Ranson, em Judge Dredd Megazine nº 221–226 (2004)
  - “Lock–in", escrito por Alan Grant, arte de Arthur Ranson, em Judge Dredd Megazine nº 227–230 (2005)
  - “City of the Dead", escrito por Alan Grant, arte de Arthur Ranson, em Judge Dredd Megazine nº 231–236 (2005)
  - “Lucid", escrito por Alan Grant, arte de Arthur Ranson, em Judge Dredd Megazine nº 238–241 (2005)
  - “Big Robots", escrito por Alan Grant, arte de Dave Taylor, em Judge Dredd Megazine nº 257–264 (2007)
  - “Wiierd", escrito por Alan Grant, arte de Boo Cook, em Judge Dredd Megazine nº 272–276 (2008)
  - “Biophyle", escrito por Alan Grant, arte de Boo Cook, em Judge Dredd Megazine nº 277–278 (2008)
  - “House of Vyle", escrito por Alan Grant, arte de Boo Cook, em Judge Dredd Megazine nº 300–304 (2010)
- Cadet Anderson: Psi Division:
  - “Big Girls Don't Cry", escrito por Alan Grant, arte de Patrick Goddard, em 2000 AD nº 2011 (2010)
  - “Teenage Kyx", escrito por Alan Grant, arte de Carlos Ezquerra, em 2000 AD nº 1734–1739 (2011)
- Anderson: Psi Division:
  - “The Trip", escrito por Alan Grant, arte de Boo Cook, em Judge Dredd Megazine nº 309–313 (2011)
- What If...?
  - "…Cassandra Anderson Hadn't Become a Judge?" escrito por Alan Grant, arte de Robin Smith, em 2000 AD nº 1773 (2012)
- Cadet Anderson: Psi Division:
  - “Algol", escrito por Alan Grant, arte de Steve Yeowell, em 2000 AD nº 1780–1785 (2012)
- Anderson: Psi Division:
  - "Stone Voices", escrito por Alan Grant, arte de Boo Cook, em Judge Dredd Megazine nº 327–331 (2012)
  - "The Hades Trip", história de texto por George Pickett, em Judge Dredd Megazine nº 330 (2012)
- Judge Dredd:
  - "The Pits", escrito por Alan Grant, arte de Jon Davis-Hunt, em Judge Dredd Megazine nº 332 (2013)
- Cadet Anderson: Psi Division
  - "One in Ten", escrito por Alan Grant, arte de Carlos Ezquerra, em 2000 AD nº 1833–1839 (2013)
- Anderson: Psi Division
  - "Dead End", escrito por Alan Grant, arte de Michael Dowling, em Judge Dredd Megazine nº 343–349 (2013–2014)
    - Sequel to "Algol" e "One in Ten."

  - "Horror Comes to Velma Dinkley", escrito por Alan Grant, arte de Darren Douglas, em 2000 AD Winter Special 2014
- Judge Dredd
  - "Dark Justice",escrito por John Wagner, arte de Greg Staples, em 2000 AD Prog 2015 e nº 1912–1921 (2014–2015)
- Anderson: Psi Division
  - "Mutineers", escrito por Emma Beeby, arte de Andrew Currie, em Judge Dredd Megazine nº 359–360 (2015)
  - "Too Much Information", história de texto por Alec Worley, em Judge Dredd Megazine nº 361 (2015)
  - "Tower of Skin", história de texto por Andrew Hawnt, em Judge Dredd Megazine nº 373 (2016)
  - "The Candidate", escrito por Emma Beeby, arte de Nick Dyer e Ben Willsher, em 2000 AD nº 1993–1999 (2016)
  - "A Dream of Death", escrito por Alan Grant, arte de David Roach, em 2000 AD nº 2000 (2016)
  - "Dragon Blood", escrito por Alan Grant, arte de Paul Marshall, em Judge Dredd Megazine nº 380–384 (2017)
  - "Hag Team", escrito por Dan Abnett, arte de Dani e John Charles, em 2000 AD Free Comic Book Day prog (2017)
  - "NWO", escrito por Alan Grant, arte de Paul Marshall, em Judge Dredd Megazine nº 385–390 (2017)
  - "Undertow", escrito por Emma Beeby, arte de David Roach (episódios 1–4) e Mike Collins e Cliff Robinson (a partir do episódio 5) e Jose Villarrubia (cores em todos os episódios), em 2000 AD nº 2073–2080 (2018)
  - "SPA Day", escrito por Maura McHugh, arte de Emma Vieceli & Barbara Nosenzo, em 2000 AD Sci-Fi Special 2018
  - "Jordan Ramzy's Kitchen Nightmare", escrito por Alan Grant, arte de Inaki Miranda e Eva de la Cruz, em Judge Dredd Megazine nº 400 (2018)
  - "Death's Dark Angels", escrito por Alan Grant, arte de Jake Lynch, em 2000 AD nº 2100 (2018)
  - "Spellcraft", escrito por Alec Worley, arte de P.J. Holden e Gary Caldwell, em 2000 AD nº 2130 (2019)
  - "Martyrs", escrito por Emma Beeby, arte de Aneke e Barbara Nosenzo, em 2000 AD nº 2137–2144 (2019)
  - "The Dead Run", escrito por Maura McHugh, arte de Patrick Goddard e Pippa Mather, em Judge Dredd Megazine nº 410–414 (2019)
  - "Judge Death: The Movie", escrito por Alan Grant, arte de Jake Lynch e Jim Boswell, em 2000 AD nº 2150 (2019)
  - "First-Class Citizen", escrito por Cavan Scott, arte de Paul Davidson e Len O'Grady, em 2000 AD nº 2183 (2020)
  - "No Country for Old Psis", escrito por Maura McHugh, arte de Steven Austen e Barbara Nosenzo, em Judge Dredd Megazine nº 424 (2020)
  - "Early Warning", escrito por Cavan Scott, arte de Paul Davidson e Len O'Grady, em 2000 AD nº 2206 (2020)
  - "Deep Burn", escrito por Cavan Scott, arte de Paul Davidson e Matt Soffe, em 2000 AD nº 2233 (2021)
  - "All Will Be Judged", escrito por Maura McHugh, arte de Anna Morozova e Pippa Bowland, em 2000 AD Sci-Fi Special 2021
  - "Be Psi-ing You", escrito por Maura McHugh, arte de Lee Carter, em 2000 AD nº 2250, 2021
    - Esta história foi originalmente impressa com arte incompleta e foi reimpressa com a arte completa no suplemento do Judge Dredd Megazine nº 445 (2022).

  - "Dissolution", escrito por Maura McHugh, arte de Lee Carter, em Judge Dredd Megazine nº 445–447 (2022)
  - "Half of a Heaven", escrito por Paul Cornell, arte de Emma Vieceli e Barbara Nosenzo, em 2000 AD Sci-Fi Special 2022
  - "Allied Forces", escrito por Honor Vincent, arte de Boo Cook, em Judge Dredd Megazine nº 448 (2022)

### Anderson como personagem coadjuvante
- Judge Dredd:
  - "The Apocalypse War", escrito por John Wagner e Alan Grant, arte de Carlos Ezquerra, em 2000 AD nº 245–270 (1982)
  - “The Graveyard Shift”, escrito por John Wagner e Alan Grant, arte de Ron Smith, em 2000 AD nº 335–341 (1983)
  - "Silence Isn't Golden", escrito por John Wagner, arte de Ron Smith, no Daily Star de 17 de agosto de 1985
  - “Tomb of the Judges”, escrito por John Wagner e Alan Grant, arte de Ian Gibson, em 2000 AD nº 496–498 (1986)
  - "Bride of Death", escrito por John Wagner e Alan Grant, arte de Ian Gibson, Daily Star de 1º de janeiro a 19 de março de 1987
  - "A Guide to Mega-City Law", escrito por John Wagner e Alan Grant, arte de Ian Gibson, Daily Star de 19 de junho a 12 de setembro de 1987 (somente de 18 a 22 de agosto)
  - “A Total Near Death Experience”, escrito por Alan Grant, arte de Barry Kitson, em 2000 AD nº 629–630 (1989)
  - “And the Wind Cried,” escrito por Alan Grant, arte de Mike Collins e Peter Ventner, em 2000 AD nº 637 (1989)
  - “Necropolis", escrito por John Wagner, arte de Carlos Ezquerra, em 2000 AD nº 674–699 (1990)
  - “Nightmares”, escrito por John Wagner, arte de Steve Dillon, em 2000 AD nº 702–706 (1990)
  - “Death Aid”, escrito por Garth Ennis, arte de Carlos Ezquerra, em 2000 AD nº 711–720 (1990–1991)
  - "Cult of the Thugee", escrito por Alan Grant, arte de Glyn Dillon, em Judge Dredd Mega-Special nº 4 (1991)
  - “Return of the Assassin”, escrito por John Wagner, arte de Cam Kennedy, em 2000 AD nº 1141–1147 (1999)
  - “The Trial”, escrito por John Wagner, arte de Simon Davis, em 2000 AD nº 1148–1150 (1999)
  - “Trial of Strength”, escrito por John Wagner, arte de Neil Googe e Stephen Baskerville (tintas 2), em 2000 AD nº 1151–1152 (1999)
  - “War Games”, escrito por John Wagner, arte de Neil Googe (episódio 1), Mike McMahon (2) e Charlie Adlard (3), Andy Clarke (lápis 4–5), Stephen Baskerville (tintas 4–5), Colin Wilson (6-7), em 2000 AD nº 1153-1159 (1999)
  - “Endgame”, escrito por John Wagner, arte de Charlie Adlard, em 2000 AD nº 1160–1164 (1999)
  - “Placebo”, escrito por Rufus Dog, arte de John McCrea, em suplementos gratuitos para 2000 AD nº 1405 e Judge Dredd Megazine nº 224 (2004)
  - “Julgamento”, escrito por Gordon Rennie, arte de Ian Gibson, em 2000 AD nº 1523–1528 (2007)
- Tharg the Mighty: “A Night 2 Remember,” página relevante escrita por Andy Diggle, arte de Jock, em 2000 AD nº 1280 (2002)
- Judge Dredd:
  - "Serial Serial", escrito por John Wagner, arte de Colin MacNeil, em 2000 AD nº 1950–1954 (2015) (terceiro episódio apenas)
  - "End of Days", escrito por Rob Williams, arte de Colin MacNeil, Henry Flint e Chris Blythe, em 2000 AD nº 2184–2199 (2020)
  - "Apoteose", escrito por Mike Carroll e Maura McHugh, arte de James Newell e Jim Boswell, em 2000 AD Sci-Fi Special 2021

## Edições coletadas
As histórias Judge Anderson, Anderson: Divisão Psi e Anderson: Psi (e também Judge Corey) estão sendo coletadas na ordem de sua publicação original em uma série de brochuras comerciais:
- Judge Anderson: The Psi Files Volume 1, Rebellion Developments, 2009, ISBN 978-1-906735-22-7
  - "Revenge" (também conhecido como "Four Dark Judges"), escrito por Alan Grant, arte de Brett Ewins (episódios 1–7), Cliff Robinson (8–10, 12) e Robin Smith (11), em 2000 AD  nº 416–427 (1985)
  - "The Possessed", escrito por Alan Grant (como R. Clark), arte de Brett Ewins, em 2000 AD nº 468–478 (1986)
  - "Hour of the Wolf", escrito por Alan Grant, arte de Barry Kitson e Will Simpson, em 2000 AD nº 520–531 (1987)
  - "Contact", escrito por Alan Grant, arte de Mark Farmer, em 2000 AD nº 607–609 (1988–1989)
  - "Beyond the Void", escrito por Alan Grant, arte de Mick Austin, em 2000 AD nº 612–613 (1989)
  - "Helios", escrito por Alan Grant, arte de David Roach, em 2000 AD nº 614–622 (1989)
  - Judge Corey: "Leviathan's Farewell", escrito por Alan Grant, arte de Mick Austin, em 2000 AD Sci–Fi Special 1988 (1988)
  - "Triad", escrito por Alan Grant, arte de Arthur Ranson, em 2000 AD nº 635–644 (1989)
  - "The Prophet", escrito por Alan Grant, arte de David Roach, em 2000 AD nº 645–647 (1989)
  - "The Random Man", escrito por Alan Grant, arte de Carlos Ezquerra, em 2000 AD nº 657–659 (1989)
  - "The Screaming Skull", escrito por Alan Grant, arte de David Roach, em 2000 AD nº 669–670 (1990)
  - "Engram", escrito por Alan Grant, arte e co–narrativa por David Roach, em 2000 AD nº 712–717 e nº 758–763 (1991)
  - "The Haunting", escrito por Alan Grant, arte de Kim Raymond, 2000 AD Annual 1984 (1983)
- Judge Anderson: The Psi Files Volume 2, Rebellion Developments, 2012, ISBN 978-1-907992-95-7
  - "Shamballa", escrito por Alan Grant, arte de Arthur Ranson, em 200AD nº 700-711 (1991)
  - "Blythe Spirit", escrito por Alan Grant, arte de David Roach, em Judge Dredd Megazine 2.08 (1992)
  - "Reasons to Be Cheerful", escrito por Alan Grant, arte de Arthur Ranson e Siku, em Judge Dredd Megazine 2.10 - 2.11 (1992)
  - "The Witch? Report", escrito por Alan Grant, arte de Arthur Ranson, em Judge Dredd Megazine 2.14 (1992)
  - "The Jesus Syndrome", escrito por Alan Grant, arte de Arthur Ranson, em Judge Dredd Megazine 2.22 - 2.24 (1993)
  - "Childhood's End", escrito por Alan Grant, arte de Kevin Walker, em Judge Dredd Megazine 2.27 - 2.34 (1993-4)
  - "Voyage of the Seeker", escrito por Alan Grant, arte de Mark Wilkinson, no pôster traseiro, brinde grátis com Judge Dredd Megazine 2.37 (1993)
  - "Postcards from the Edge", escrito por Alan Grant, arte de Steve Sampson (episódios 1, 10–11), Tony Luke (2, 8), Charles Gillespie (3, 9), Arthur Ranson (4), Xuasus (5–7), em Judge Dredd Megazine 2.50–2.60 (1994)
  - "Postcard to Myself", escrito por Alan Grant, arte de Steve Sampson, em Judge Dredd Megazine 2.73 (1995)
  - "The Mind of Edward Bottlebum", escrito por John Wagner e Alan Grant, arte de Ian Gibson, Judge Dredd Annual 1985 (1984)
  - "A Fistful of Denimite", escrito por Alan Grant, arte de Ian Gibson, em Judge Dredd Annual 1986 (1985)
  - "Golem", escrito por Alan Grant, arte de Enric Romero, em 2000 AD Annual 1987 (1986)
  - "A Soldier's Tale", escrito por Alan Grant, arte de Mike Collins, em Judge Dredd Annual 1988 (1987)
- Judge Anderson: The Psi Files Volume 3, Rebellion Developments, 2013, ISBN 978-1-78108-106-8
  - "Something Wicked", escrito por Alan Grant, arte de Steve Sampson (episodes 1–3) e Charles Gillespie (4–7), em Judge Dredd Megazine 2.74–2.80 (1995)
  - "Satan", escrito por Alan Grant, arte de Arthur Ranson, em Judge Dredd Megazine 3.1–3.7 (1995)
  - "The Protest", escrito por Alan Grant, arte de Arthur Ranson, em Judge Dredd Megazine 3.14 (1996)
  - "Wonderwall", escrito por Alan Grant, arte de Steve Sampson, em 2000 AD nº 1045–1049 (1997)
  - "Crusade", escrito por Alan Grant, arte de Steve Sampson, em 2000 AD nº 1050–1061 (1997)
  - "Danse Macabre", escrito por Alan Grant, arte de Angel Unzueta, em 2000 AD nº 1076 (1998)
  - "Witch", escrito por Alan Grant, arte de Steve Sampson, em 2000 AD nº 1087–1089 (1998)
  - "The Great Debate", escrito por Alan Grant, arte de Steve Sampson, em 2000 AD nº 1090 (1998)
  - "Lawless", escrito por Alan Grant, arte de Trevor Hairsine, em 2000 AD nº 1102–1103 (1998)
  - "Dear Diary", história de texto ilustrado por Peter Milligan, arte de Eddy Cant, em 2000 AD Annual 1988 (1987)
  - "Colin Wilson Block", escrito por Alan Grant, arte de Ian Gibson, em 2000 AD Winter Special 1988 (1988)
  - "Confessions of a She–Devil", escrito por Alan Grant, arte de Mick Austin, em 2000 AD Annual 1990 (1989)
  - "Exorcise Duty", história de texto ilustrado por Andy Lanning/Dan Abnett, arte de Anthony Williams (lápis) e Andy Lanning (tintas), em Judge Dredd Annual 1991 (1990)
- Judge Anderson: The Psi Files Volume 4, Rebellion Developments, 2014, ISBN 978-1-78108-236-2
  - "Horror Story", escrito por Alan Grant, arte de Steve Sampson, em 2000 AD nº 1132–1137 (1999)
  - "Semper Vi", escrito por Alan Grant, arte de Steve Sampson, em 2000 AD nº 1140 (1999)
  - "R*Evolution", escrito por Alan Grant, arte de Arthur Ranson, em 2000 AD nº 1263–1272 (2001)
  - "Half–Life", escrito por Alan Grant e Tony Luke, arte de Arthur Ranson, em Judge Dredd Megazine nº 214–217 (2003)
  - "WMD", escrito por Alan Grant, arte de Arthur Ranson, em Judge Dredd Megazine nº 221–226 (2004)
  - "Lock–in", escrito por Alan Grant, arte de Arthur Ranson, em Judge Dredd Megazine nº 227–230 (2005)
  - "City of the Dead", escrito por Alan Grant, arte de Arthur Ranson, em Judge Dredd Megazine nº 231–236 (2005)
  - "The Most Dangerous Game", história de texto ilustrado por Mark Millar, arte de Dermot Power, em Judge Dredd Yearbook 1992 (1991)
  - "Baby Talk", escrito por Alan Grant e Tony Luke, arte de Russel Fox, em Judge Dredd Mega Special 1992 (1992)
  - "George", escrito por Alan Grant, arte de Russell Fox, em Judge Dredd Yearbook 1993 (1992)
- Judge Anderson: The Psi Files Volume 5, Rebellion Developments, 2016, ISBN 978-1-78108-446-5
  - "Lucid", escrito por Alan Grant, arte de Arthur Ranson, em Judge Dredd Megazine nº 238–241 (2005)
  - "Big Robots", escrito por Alan Grant, arte de Dave Taylor, em Judge Dredd Megazine nº 257–264 (2007)
  - "Wiierd", escrito por Alan Grant, arte de Boo Cook, em Judge Dredd Megazine nº 272–276 (2008)
  - "Biophyle", escrito por Alan Grant, arte de Boo Cook, em Judge Dredd Megazine nº 277–278 (2008)
  - "House of Vyle", escrito por Alan Grant, arte de Boo Cook, em Judge Dredd Megazine nº 300–304 (2010)
  - "The Trip", escrito por Alan Grant, arte de Boo Cook, em Judge Dredd Megazine nº 309–313 (2011)
  - "Stone Voices", escrito por Alan Grant, arte de Boo Cook, em Judge Dredd Megazine nº 327–331 (2012)
  - "What If … Cassandra Anderson Hadn't Become a Judge?" escrito por Alan Grant, arte de Robin Smith, em 2000 AD nº 1773 (2012)
  - "Horror Comes to Velma Dinkley", escrito por Alan Grant, arte de Darren Douglas, em 2000 AD Winter Special 2014

As histórias do Juiz Dredd estão sendo coletadas, em ordem, na série Judge Dredd: The Complete Case Files.
A história do Juiz Death "My Name Is Death" foi reimpressa em um romance gráfico de mesmo título pela Rebellion em 2005,ISBN 1-904265-73-1.
As histórias Cadet Anderson foram reimpressas no volume 88 de Judge Dredd: The Mega Collection em maio de 2018 (um total de sete volumes dessa coleção coletam histórias de Anderson).

## Em outras mídias

### Romances
Mitchel Scanlon escreveu três romances do juiz Anderson que foram publicados pela Black Flame:
- Fear the Darkness (fevereiro de 2006)
- Red Shadows (maio de 2006)
- Sins of the Father (fevereiro de 2007)

Anderson também aparece como personagem coadjuvante nos romances do Juiz Dredd:
- Dread Dominion por Stephen Marley (maio de 1994)
- Dredd Vs Death por Gordon Rennie (outubro de 2003)

Alec Worley escreveu três novelas publicadas pela Abaddon Books, apresentando Anderson em seu ano de novata como juíza, coletadas na edição omnibus Judge Anderson: Year One ,ISBN 978-1781085554 (junho 2017):
- Heartbreaker (outubro de 2014)
- The Abyss (dezembro de 2015)
- A Dream of the Nevertime (junho de 2017)

Mais três novelas de diferentes autores foram publicadas separadamente e posteriormente publicadas juntas na coletânea Judge Anderson: Year Two em 2019:
- Bigger Than Biggs por Danie Ware (dezembro de 2018)
- Devourer por Laurel Sills (março de 2019)
- Flytrap por Zina Hutton (agosto de 2019)

### Rádio
- Judge Dredd: Crime Chronicles - Double Zero (janeiro de 2010) escrito por James Swallow e produzido pela Big Finish Productions; Anderson foi dublado por Louise Jameson.

### Filme
Olivia Thirlby interpreta Anderson no filme Dredd de 2012, como uma juíza-cadete designada para Dredd para sua avaliação final. Ela tentou fazer o teste de aptidão de Juiz desde os nove anos, mas sua última tentativa de se tornar uma Juíza a fez falhar por 3%, embora seus poderes sejam um recurso potencial tão significativo que o conselho sente que vale a pena testá-la em campo para ser avaliada diretamente.

### Jogo de computador
Anderson apareceu como um personagem jogável no vídeo game Dredd Vs Death em 2003.

### Prêmios
- 1983: Ganhou o Prêmio Eagle de "Personagem Mais Digno de Título Próprio"
- 1986: Indicada para o Prêmio Eagle de "Personagem Coadjuvante Favorito"